# 若緑陸奥之亟
若緑 陸奥之亟（わかみどり むつのじょう、1936年（昭和11年）10月21日 - ）は、花籠部屋に所属した元力士。本名は花田 陸奥之丞（はなだ むつのじょう）。横綱初代若乃花幹士の弟、大関貴ノ花利彰の兄である。最高位は東三段目27枚目（1958年（昭和33年）1月場所）。

## 経歴
青森県中津軽郡新和村（現・弘前市）に父・宇一郎、母・きゑの四男に生まれる。生まれてすぐ、父・宇一郎は陸軍に召集され、母・きゑと長兄・勝治（後の初代若乃花）が働き、長姉がほかの弟妹の面倒を見ていたため、長兄の勝治が陸奥之丞を連れて学校に通った。
戦後、長兄・勝治が花籠部屋へ入門。「若ノ花」の四股名で大関に上がった。長兄を慕い、陸奥之丞も花籠部屋に入門し、1956年（昭和31年）9月場所に「若緑」の四股名で初土俵を踏んだ。この場所若ノ花は成績次第で横綱昇進が懸かった場所だったが、場所前に長男を不慮の事故で亡くすという痛ましいことがあった。一時は出場を危ぶまれたが、土俵に上がった。初日から12連勝と勝ち進み優勝争いの先頭に立っていたが、終盤に高熱を発したことにより緊急入院し、13日目から途中休場。熱が下がり、快方に向かい千秋楽に再出場の予定だったが、再び高熱を発したため、千秋楽の土俵に上がることはできなかった。結局優勝と横綱を逃すことになった。
若緑は若ノ花の弟ということもあり、初土俵以来、注目を浴び、序ノ口に付いてから勝ち進み、1957年（昭和32年）5月場所で序二段優勝をした。翌場所は三段目に上がった。しかし、若緑は「自分の兄は若ノ花」という態度が目につき始め、若ノ花がいさめても聞き入れなかった。1957年11月場所は4勝4敗の5分の成績に終わり、翌1958年（昭和33年）1月場所では2勝6敗と初めて負け越した。兄の若乃花は横綱に栄進し、花籠部屋は喜びに沸き返っていたが、若緑は場所後の巡業でやけ酒を飲み泥酔し、タクシー運転手への暴行事件を起こし、警察に逮捕された。保釈されたものの、陸奥之丞は若乃花の妻に口答えするなど、若乃花はこのままでは周囲に悪影響を及ぼすとして、3月場所限りで廃業させた。
廃業後は製鉄会社などに勤務した後、大阪府堺市でビニール製品を加工する町工場を経営した。
後に末弟の満（貴ノ花）が入門した際には、陸奥之丞のこともあってか年寄二子山となった若乃花（若乃花は引退後、花籠部屋から独立して二子山部屋を創設）は入門に強く反対した。最終的には入門を許可したが、二子山は弟子に「（満が）少しでも鼻にかけたらぶん殴ってもいい、変な遠慮はするな」と言い放った。そのため満が兄弟子にいじめられても（飲酒の強制など）見て見ぬふりをするしかなかったという。
大関貴ノ花となり、引退後は年寄藤島から二子山となった満が2005年5月に死去した直後に週刊誌に登場、約半世紀ぶりに公の前に姿を現した。